# Sven Hultin

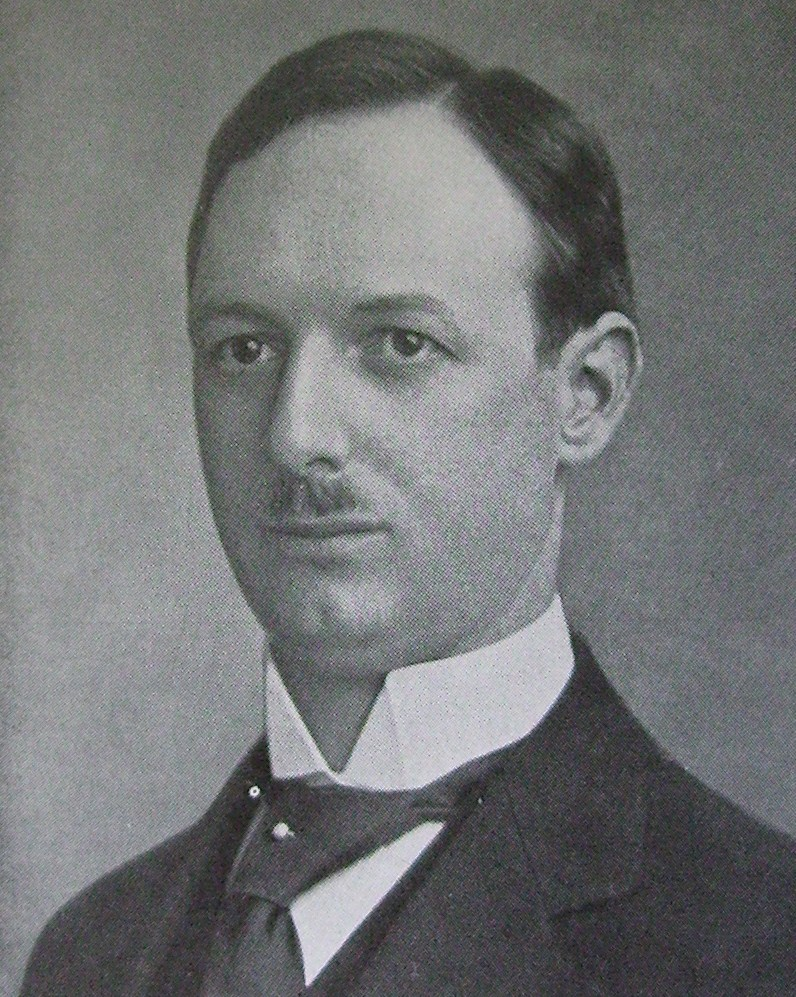
Sven Hultin.

Sven Hultin, född 12 december 1889 i Fässbergs församling i Göteborgs och Bohus län, död 28 januari 1952 i Örgryte församling i Göteborg, var en svensk ingenjör, professor och kommunpolitiker.

## Biografi

### Utbildning och yrkeskarriär
Hultin tog studenten vid Högre latinläroverket i Göteborg 1908, utexaminerades vid Chalmers tekniska institut (väg- och vattenbyggnad) 1912. Han var biträdande ingenjör vid Göteborgs hamnstyrelse 1912-17 och konstruktör där 1918-20. Hultin anställdes som assistent i brobyggnads- och vattenbyggnadskonstruktion vid Chalmers 1915, blev professor i väg- och vattenbyggnadslära där 1920 och i byggnadsstatik från 1949. Vidare var han konsulterande ingenjör för brobyggnader och bärande konstruktioner i Göteborg 1920-52, rektor för Chalmers tekniska institut respektive högskola från 1 oktober 1933 till 1 december 1943 och för Göteborgs tekniska gymnasium 1937-43. Han kallades för Stor-Sven av chalmeristerna.

### Styrelseuppdrag
Sven Hultin var ledamot av statens tekniska forskningsråd 1942-52 och av statens kommitté för byggnadsforskning 1942-52, ordförande i styrelsen för Svenska textilforskningsinstitutet 1944-52 och i styrelsen för Svenska institutet för konserveringsforskning 1946-52. Han var ledamot av Göteborgs stadsfullmäktige 21 oktober 1927-30 och 1935-46, av styrelsen för James F. Dicksons minnesfond 1934-52, varav som vice ordförande 1935-48 och ordförande 1949-52, av hälsovårdsnämnden 1935-47, av styrelsen för Vasa kommunala flickskola som vice ordförande 1938-52, av styrelsen för Göteborgs stadsbibliotek 1940-50 och av styrelsen för Kjellbergska kommunala flickskolan 1944-52, varav som ordförande 1945-52. 

### Politiska uppdrag
Hultin var elektor vid val till riksdagens första kammare 1927-30 och 1935 37, ledamot av Göteborgs domkapitel 1937-42, ledamot av kyrkofullmäktige 1935-52, ledamot av Göteborgs kyrkogårdsstyrelse 1931-52, varav som vice ordförande 1933 och ordförande 1934-52. Han var ledamot av Vasa församlings kyrkoråd 1929-39 och kyrkovärd 1936-39.

### Utmärkelser
Sven Hultin blev teknologie hedersdoktor vid Kungliga Tekniska högskolan 1944, ledamot av Kungliga Vetenskaps- och Vitterhets-Samhället i Göteborg 1926 och av Ingenjörsvetenskapsakademien 1934.
Hultin blev kommendör av Kungl. Nordstjärneorden 5 juni 1948 (riddare 1931) samt kommendör av Kungl. Vasaorden 14 november 1942.
Hultin fick motta Göteborgs stads förtjänsttecken den 5 juni 1950.

### Familj
Hultin var son till pastorn och föreståndaren för Götiska förbundets skola i Mölndal, Gustaf Hultin och Jenny Carlberg, av den kända Onsalasläkten Carlberg. Sven Hultin gifte sig 5 juli 1922 med Margit Karola Linnea Wetterqvist (1902-1982), dotter till provinsialläkaren Karl Oskar Wetterqvist och Hilda Wetterqvist, född Hallberg. Familjen bodde vid Santessonsgatan i Örgryte, och Sven Hultin ligger begravd på Örgryte gamla kyrkogård.  
Sven Hultin var bror till Torsten Hultin och  svärfar till Bertil Gärtner.